# Serie B 2019 (pallapugno)
La Serie B 2019 è stata la serie cadetta del campionato italiano di pallapugno maschile.

## Squadre partecipanti
Nella stagione 2019 al campionato sono iscritte 11 squadre.
| Club                            | Capitano         | Città                                      |
| ------------------------------- | ---------------- | ------------------------------------------ |
| Benese                          | Paolo Sanino     | Bene Vagienna (CN)                         |
| Serramenti Bono Centro Incontri | Stefano Brignone | San Pietro del Gallo (Cuneo) (CN)          |
| Srt Progetti Ceva               | Omar Balocco     | Ceva (CN)                                  |
| Vini Capetta Don Dagnino        | Daniele Grasso   | Andora (SV)                                |
| Osella Surrauto Monticellese    | Marco Battaglino | Monticello d'Alba (CN)                     |
| Morando Neivese                 | Fabio Gatti      | Neive (CN)                                 |
| Bcc Pianfei Pro Paschese        | Matteo Levratto  | Madonna del Pasco (Villanova Mondovì) (CN) |
| Acqua San Bernardo San Biagio   | Andrea Pettavino | San Biagio (Mondovì) (CN)                  |
| S.P.E.B.                        | Andrea Daziano   | San Rocco di Bernezzo (CN)                 |
| Taggese                         | Daniel Giordano  | Taggia (IM)                                |
| Virtus Langhe                   | Francesco Isaia  | Dogliani (CN)                              |

## Prima Fase
|    | Club            | P  | G  | V  | P  | DG   |
| -- | --------------- | -- | -- | -- | -- | ---- |
| 1  | Taggese         | 17 | 20 | 17 | 3  | +115 |
| 2  | San Biagio      | 16 | 20 | 16 | 3  | +84  |
| 3  | Neivese         | 16 | 20 | 16 | 3  | +81  |
| 4  | Monticellese    | 13 | 20 | 13 | 7  | +45  |
| 5  | Don Dagnino     | 11 | 20 | 11 | 9  | +12  |
| 6  | Centro Incontri | 11 | 20 | 11 | 9  | -12  |
| 7  | Pro Paschese    | 9  | 20 | 9  | 11 | -1   |
| 8  | S.P.E.B.        | 9  | 20 | 9  | 11 | -28  |
| 9  | Ceva            | 3  | 20 | 3  | 17 | -103 |
| 10 | Virtus Langhe   | 3  | 20 | 3  | 17 | -112 |
| 11 | Benese          | 2  | 20 | 2  | 18 | -81  |

## Seconda Fase
|   | Club         | P  | G | V | P | DG  |
| - | ------------ | -- | - | - | - | --- |
| 1 | Taggese      | 23 | 6 | 3 | 3 | -2  |
| 2 | San Biagio   | 22 | 6 | 3 | 3 | +1  |
| 3 | Neivese      | 22 | 6 | 3 | 3 | -10 |
| 4 | Monticellese | 19 | 6 | 3 | 3 | +11 |

|   | Club            | P  | G | V | P | DG  |
| - | --------------- | -- | - | - | - | --- |
| 5 | Don Dagnino     | 19 | 6 | 4 | 2 | +9  |
| 6 | Pro Paschese    | 17 | 6 | 4 | 2 | +7  |
| 7 | Centro Incontri | 17 | 6 | 3 | 3 | -6  |
| 8 | S.P.E.B.        | 11 | 6 | 1 | 5 | -10 |

|    | Club          | P | G | V | P | DG  |
| -- | ------------- | - | - | - | - | --- |
| 9  | Ceva          | 9 | 4 | 3 | 1 | +18 |
| 10 | Benese        | 8 | 4 | 3 | 1 | +9  |
| 11 | Virtus Langhe | 3 | 4 | 0 | 4 | -27 |

Virtus Langhe retrocessa in Serie C1.

## Fase Finale

### Spareggi Play-off
| Monticellese | Don Dagnino  | 11-5 |
| Neivese      | Pro Paschese | 11-4 |

### Finali Scudetto
| Squadra 1  | Squadra 2    | Andata | Ritorno | Spareggio |
| ---------- | ------------ | ------ | ------- | --------- |
| Taggese    | Monticellese | 3-11   | 6-11    |           |
| San Biagio | Neivese      | 11-3   | 8-11    | 11-10     |

| Squadra 1  | Squadra 2    | Andata | Ritorno | Spareggio |
| ---------- | ------------ | ------ | ------- | --------- |
| San Biagio | Monticellese | 10-11  | 11-4    | 7-11      |

## Squadra Campione
Osella Surrauto Monticellese
- Battitore: Marco Battaglino
- Spalla: Andrea Mandrile
- Terzini: Gianluca Busca, Davide Cavagnero